# Hidróxido de lantano
El hidróxido de lantano (III) es un compuesto inorgánico, hidróxido metálico del lantano, un metal de tierras raras. De fórmula La(OH)3. Se presenta en forma de polvo blanco con cristales incoloros o como una sustancia amorfa. Prácticamente insoluble en agua. Utilizado como reactivo en proteómica y nanotecnología.

## Cristalografía
El hidróxido de lantano cristaliza en el sistema hexagonal (grupo espacial n.º 176, P 6 3 / m). En la estructura cristalina, cada ion de lantano está rodeado por nueve iones de hidróxido en forma de un prisma trigonal de triple tapa
Los parámetros de su celda unitaria son a = 654,7  pm, c = 385,4  pm y Z = 2 5.

## Propiedades químicas
Sometida a altas temperaturas el hidróxido de lantano se descompone. En una primera etapa, por encima de 330 °C, el hidróxido de lantano se descompone en oxihidróxido de lantano LaOOH por deshidratación, luego, si se continúa calentando, se obtiene óxido de lantano La2O3.
{\displaystyle {\mathsf {2La(OH)_{3}\ \xrightarrow {330-1100^{o}C} \ La_{2}O_{3}+3H_{2}O}}}
La(OH)3 ⟶ LaOOH + H₂O por encima de 330 °C;
2 LaOOH ⟶ La2O3 + H20 a alta temperatura.
A temperatura ambiente, el hidróxido de lantano apenas reacciona con las bases, pero se disuelve fácilmente con los ácidos⁣:
{\displaystyle {\mathsf {La(OH)_{3}+3HCl\ {\xrightarrow {}}\ LaCl_{3}+3H_{2}O}}}
De lo contrario, sometido a presión y temperatura, se produce descomposición en presencia de álcalis.
{\displaystyle {\mathsf {La(OH)_{3}\ {\xrightarrow {700^{o}C,p}}\ LaO(OH)+H_{2}O}}}
Reacciona con dióxido de carbono:
{\displaystyle {\mathsf {2La(OH)_{3}+3CO_{2}\ {\xrightarrow {}}\ La_{2}(CO_{3})_{3}+3H_{2}O}}}

## Preparación
El hidróxido de lantano se puede producir mediante un proceso sol-gel añadiendo una base, como el amoniaco NH4OH o hidróxido de sodio en una solución acuosa de sales de lantano, como el nitrato de lantano La(NO 3)3, que da un precipitado en forma de gel que se seca al aire:
{\displaystyle {\mathsf {La(NO_{3})_{3}+3NH_{4}OH\ \xrightarrow {} \ La(OH)_{3}\downarrow +3NH_{4}NO_{3}}}}
{\displaystyle {\mathsf {La(NO_{3})_{3}+3NaOH\ {\xrightarrow {}}\ La(OH)_{3}\downarrow +3NaNO_{3}}}}
También es posible producirlo mediante hidratación de óxido de lantano La2O3. :
{\displaystyle {\mathsf {La_{2}O_{3}+3H_{2}O\ {\xrightarrow {}}\ 2La(OH)_{3}}}}
La acción del agua caliente sobre el lantano metálico:
{\displaystyle {\mathsf {2La+6H_{2}O\ {\xrightarrow {90^{o}C}}\ 2La(OH)_{3}\downarrow +3H_{2}\uparrow }}}
Mediante la hidrólisis de trisulfuro de dilantano con agua caliente:
{\displaystyle {\mathsf {La_{2}S_{3}+6H_{2}O\ {\xrightarrow {100^{o}C}}\ 2La(OH)_{3}+3H_{2}S\uparrow }}}